# Tomba, Muntenegru
Tomba este un oraș din comuna Bar, Muntenegru. Conform datelor de la recensământul din 2003, orașul are 1087 de locuitori (la recensământul din 1991 erau 1124 de locuitori).

## Demografie
În orașul Tomba locuiesc 795 persoane adulte, iar vârsta medie a populației este de 36,0 de ani (36,1 la bărbați și 35,9 la femei). În localitate sunt 299 de gospodării, iar numărul mediu de membri în gospodărie este de 3,63.
|  |

| Demografie | Demografie | Demografie |
| An         | Locuitori  | Locuitori  |
| ---------- | ---------- | ---------- |
|            |            |            |
|            |            |            |
|            |            |            |
|            |            |            |
| 1948       | 333        |            |
| 1953       | 355        |            |
| 1961       | 431        |            |
| 1971       | 661        |            |
| 1981       | 899        |            |
| 1991       | 1124       | 1012       |
| 2003       | 1268       | 1087       |

| \| Componența etnică conform recensământului din 2003[2] \| Componența etnică conform recensământului din 2003[2] \| Componența etnică conform recensământului din 2003[2] \| Componența etnică conform recensământului din 2003[2] \| Componența etnică conform recensământului din 2003[2] \| \| ----------------------------------------------------- \| ----------------------------------------------------- \| ----------------------------------------------------- \| ----------------------------------------------------- \| ----------------------------------------------------- \| \| \| \| \| \| \| \| Muntenegreni \| Muntenegreni \| \| 709 \| 65,22% \| \| Sârbi \| Sârbi \| \| 106 \| 9,75% \| \| Albanezi \| Albanezi \| \| 75 \| 6,89% \| \| Musulmani \| Musulmani \| \| 56 \| 5,15% \| \| Bosniaci \| Bosniaci \| \| 18 \| 1,65% \| \| Croați \| Croați \| \| 13 \| 1,19% \| \| Iugoslavi \| Iugoslavi \| \| 4 \| 0,36% \| \| Macedoneni \| Macedoneni \| \| 1 \| 0,09% \| \| necunoscută \| necunoscută \| \| 50 \| 4,59% \| |              |  |     |        |
| Componența etnică conform recensământului din 2003 |              |  |     |        |
| |              |  |     |        |
| Muntenegreni | Muntenegreni |  | 709 | 65,22% |
| Sârbi | Sârbi        |  | 106 | 9,75%  |
| Albanezi | Albanezi     |  | 75  | 6,89%  |
| Musulmani | Musulmani    |  | 56  | 5,15%  |
| Bosniaci | Bosniaci     |  | 18  | 1,65%  |
| Croați | Croați       |  | 13  | 1,19%  |
| Iugoslavi | Iugoslavi    |  | 4   | 0,36%  |
| Macedoneni | Macedoneni   |  | 1   | 0,09%  |
| necunoscută | necunoscută  |  | 50  | 4,59%  |